# 陕西省监察委员会
陕西省监察委员会，简称陕西省监委，是中华人民共和国陕西省的省级地方国家监察机关，与中国共产党陕西省纪律检查委员会合署办公。

## 历史沿革
2018年2月1日，陕西省监察委员会正式挂牌成立。

## 机构设置
- 办公厅
- 组织部
- 宣传部
- 政策法规研究室
- 党风政风监督室
- 信访室
- 案件监督管理室
- 第一至第八监督检查室
- 第九至第十四审查调查室
- 案件审理室
- 纪检监察干部监督室

## 历任领导
第十三届人大
- 任期：2018年1月31日－
- 主任：贺荣（2018年1月30日[3]－2018年5月31日） → 王兴宁（2019年1月31日－）
- 副主任：王舸（－2019年11月29日）、刘曙阳（－2021年7月28日）、高山（－2021年7月28日）、杨政国（2020年1月9日－2022年5月5日）、马希良（2021年7月28日－）、王晓江（2021年7月28日－）、何备战（2022年7月28日－）、苏斌（2022年7月28日－）
- 委员：杨政国（－2020年1月9日）、陈俊哲（－2021年3月31日）、李献峰（－2021年3月31日）、何备战（－2022年7月28日）、张小明（－2021年9月29日）、苏斌（－2021年3月31日）、王志锋（2021年1月21日－）、张永样（2021年9月29日－）